# زنبق وینوگرادوف
زنبق وینوگرادوف (نام علمی: Iris winogradowii) نام یک گونه از سرده زنبق است.